# Benjamin Keys
Benjamin Keys, född 22 november 1853, död 7 juni 1911, var en amerikansk bågskytt. Han deltog vid olympiska sommarspelen 1904.